# Simone Della Balda
Simone Della Balda (ur. 2 grudnia 1972) – sanmaryński piłkarz występujący na pozycji obrońcy, reprezentant San Marino w latach 1999–2001.

## Kariera klubowa
W latach 1998–2005 występował w SP Tre Penne (Campionato Sammarinese), z którym zdobył w 2000 roku Puchar San Marino. W latach 1999–2001, dzięki zezwalającym na to przepisom FSGC, grał jednocześnie we włoskim amatorskim klubie Olympia Macerata Feltria. W latach 2014–2016 występował w sekcji futsalowej SP Tre Penne.

## Kariera reprezentacyjna
21 listopada 1990 Della Balda zadebiutował w reprezentacji San Marino U-21 w przegranym 0:2 meczu z Austrią w eliminacjach Mistrzostw Europy 1992. Łącznie w latach 1990–1993 zaliczył w kadrze U-21 11 występów podczas dwóch kampanii kwalifikacyjnych do mistrzostw Europy.
31 marca 1999 zadebiutował w seniorskiej reprezentacji San Marino w przegranym 0:6 meczu przeciwko Hiszpanii w eliminacjach Mistrzostw Europy 2000. W spotkaniu tym pojawił się on na boisku w 51. minucie, zastępując Lucę Gobbiego. 25 kwietnia 2001 wystąpił w zremisowanym 1:1 meczu z Łotwą w Rydze, w którym San Marino zdobyło pierwszy w historii punkt w kwalifikacjach mistrzostw Europy i po raz pierwszy nie poniosło porażki na wyjeździe. Ogółem w latach 1999-2001 Della Balda rozegrał w drużynie narodowej 11 spotkań, nie zdobył żadnego gola.

## Sukcesy
SP Tre Penne
- Puchar San Marino: 2000